# BASICA
Microsoft BASICA, eine Abkürzung für „Advanced BASIC“ (bzw. „BASIC Advanved“), ist ein Disketten-basierter BASIC-Interpreter, der von Microsoft für das Betriebssystem PC DOS für den IBM PC entwickelt wurde. BASICA erlaubt es, das ROM-basierte BASIC, von IBM Cassette BASIC genannt, das sich in allen PCs von IBM der 1980er Jahre im ROM-BIOS befindet, auch nach dem Betriebssystemstart unter DOS zu nutzen. Das ROM-BASIC selbst funktioniert nur, wenn ein IBM PC ohne die Funktion eines anderen Betriebssystems oder Programms gestartet wird. Da Cassette BASIC auf den Umgang mit Kompaktkassetten ausgelegt ist, erweitert BASICA den vorhandenen BASIC-Interpreter um die unter DOS gebräuchlichen Funktionen für den Speicherzugriff auf Disketten.
Der erfolgreiche Nachfolger von BASICA war GW-BASIC, das gleich aufgebaut ist, aber ohne ein ROM-BASIC auskommt und daher mit jedem MS-DOS-kompatiblen Rechner – das sind alle IBM-PC-kompatiblen Systeme unter DOS – funktioniert.

## Microsoft BASIC
Das Programm BASICA ist nur mit den originalen IBM PCs kompatibel, da es das eingebaute ROM-BASIC benötigt, welches auf den IBM-PC-kompatiblen Klonen anderer Unternehmen aus lizenzrechtlichen Gründen fehlt. Auf „IBM-kompatiblen PCs“ war daher meist GW-BASIC enthalten, oft auch mit dem Kommando BASICA, das dann jedoch eine Kopie von GW-BASIC enthielt.
BASICA und GW-BASIC sind voll zueinander kompatibel und unterscheiden sich einzig hinsichtlich der Ausführungsgeschwindigkeit. Beide sind Portierungen von MBASIC auf den IBM PC.